# Powells Hill (Antigua)
Powells Hill ist ein Hügel der Insel Antigua, im Inselstaat Antigua und Barbuda.

## Geographie
Der Hügel erreicht eine Höhe von 80 m. Er liegt im Norden der Insel im Gebiet des Parishes Saint George zwischen Barnes Hill und dem Flughafen V.C. Bird International.